# Gianfranco Fini
Gianfranco Fini (Bolonya, 3 de gener de 1952) és un polític italià.
Va ser president de la Cambra dels Diputats d'Itàlia des del 30 d'abril de 2008 fins al 14 de març de 2013. També va ser Ministre d'Afers Exteriors des de 2004 fins a 2006, i líder d'Alleanza Nazionale fins a la seva dissolució.

## Biografia
Fini va néixer a Bolonya, on va residir durant la seva infància, i va cursar estudis a l'Institut Laura Bassi. Va començar a interessar-se per la política a partir dels setze anys, ingressant en organitzacions juvenils del Moviment Social Italià -relacionat amb el feixisme italià de Benito Mussolini-. Anys més tard va ingressar en la Universitat de La Sapienza a Roma, on es va llicenciar en psicologia.
Va ser escollit representant de la Cambra dels Diputats italiana el 26 de juny de 1983, com a membre del partit neofeixista Moviment Social Italià. Després, i amb el suport de l'anterior líder Giorgio Almirante, va servir com a secretari nacional del partit des de desembre de 1987 fins a gener de 1990, i novament de 1991 a 1995.
A mitjan dècada de 1990 Fini va conduir de forma gradual la ideologia del MSI, que va passar a ser un partit de caràcter conservador europeu en el seu programa electoral. El 1994 va aconseguir incloure en el seu partit diversos membres conservadors de Democràcia Cristiana, amb els quals va formar un nou partit, Alleanza Nazionale. Durant el 1995 la mencionada formació es consolida, i Gianfranco Fini passa a dirigir-lo des d'aleshores. El seu discurs de fundació en Fiuggi - regió del Laci- va suposar la confirmació del canvi ideològic del seu grup.
Fini i el seu partit van donar suport a Silvio Berlusconi formant part de la coalició Casa de les Llibertats, que va guanyar les eleccions parlamentàries el 1994 i 2001. Va ser per tant elegit ministre d'Afers Exteriors al novembre de 2004 fins al terme de la legislatura. Des de 2002 fins a 2006 va representar el Govern Italià en la Convenció Europea. Després de les eleccions de l'any 2008, Fini va ser elegit com a president de la Cambra dels Diputats i va passar a formar part del partit Poble de la Llibertat. El 29 de juliol de 2010, Gianfranco Fini va ser expulsat d'aquest partit per les seves discrepàncies amb Silvio Berlusconi.
El 7 de novembre de 2010, amb ocasió de la primera convenció de Futur i Llibertat per Itàlia, Fini va confirmar la crisi del govern i va exigir a Berlusconi que presentés la renúncia, anunciant que en cas contrari la delegació del seu partit deixaria el govern.